# Liste der denkmalgeschützten Objekte in Klenová (Tschechien)
Grundlage dieser Liste der denkmalgeschützten Objekte in Klenová (Tschechien) ist die ÚSKP-Liste (Ústřední seznam kulturních památek České republiky, deutsch Zentrale Liste der Kulturdenkmäler der Tschechischen Republik), die von der tschechischen Denkmalschutzbehörde NPÚ (Národní památkový ústav, deutsch Nationale Denkmalbehörde) seit 1987 geführt wird und an die seit dem Jahr 1850 geschaffenen Listen anschließt.

## Denkmalgeschützte Objekte nach Ortsteilen

### Klenová
| Lage                             | Objekt                          | Beschreibung | ÚSKP-Nr.                  | Bild                            |
| -------------------------------- | ------------------------------- | --- | ------------------------- | ------------------------------- |
| Klenová (Standort)               | Getreidespeicher, jetzt Galerie | Massives dreistöckiges Bauernhaus aus dem späten 19. Jahrhundert mit teilweise romantischem Historismus. Ein Bestandteil des Ensembles Schloss Klenová. | 101441 Info Katalog       | Getreidespeicher, jetzt Galerie |
| Klenová, Klenová 2 (Standort)    | Villa Nr. 2                     | Landvilla Paula, mit Garten, erbaut in den 1890er Jahren im romantischen Stil. Gehört zum Schloss-Ensemble Klenova. | 101442 Info Katalog       | Villa Nr. 2                     |
| Klenová, Klenová 3 (Standort)    | Hof Nr. 3                       | Der im ursprünglichen Grundriss erhaltene barocke Hof ist von einer romantischen Rekonstruktion aus der zweiten Hälfte des 19. Jahrhunderts geprägt. Gehört zum Schloss-Ensemble Klenova. | 101443 Info Katalog       | Hof Nr. 3                       |
| Klenová (Standort)               | Kapelle des Hl. Felix           | Eine kleinere neugotische Kapelle mit einem rechteckigen Kirchenschiff, einem fünfeckigen Presbyterium, einem dreieckigen Giebel und einem prismatischen Glockenturm auf dem Dach. Die Kapelle wurde 1897 nach einem Entwurf von Josef Mocker erbaut.                                                                   | 101444 Info Katalog       | weitere Bilder                  |
| Klenová, Klenová 1 (Standort)    | Burg und Schloss Klenová        | Eines der wichtigsten Baudenkmäler der Region, gegründet in der zweiten Hälfte des 13. Jahrhunderts. Der Komplex besteht aus einem inneren Schloss mit Palastgebäuden und einem romantischen prismatischen Turm, einem romantisierenden Schlossgebäude und einer Vorburg mit einzigartigen spätgotischen Befestigungen. | 22186/4-3045 Info Katalog | weitere Bilder                  |
| Klenová, auf der Burg (Standort) | Ensemble von Heiligenstatuen    | Ensemble von sechs hochwertigen Barockskulpturen, die ursprünglich im Schlosskomplex in Bystřice nad Úhlavou untergebracht waren. | 17649/4-2802 Info Katalog | BW                              |